# Lucanie (région historique)
Pour les articles homonymes, voir Lucanie.
 (février 2022).

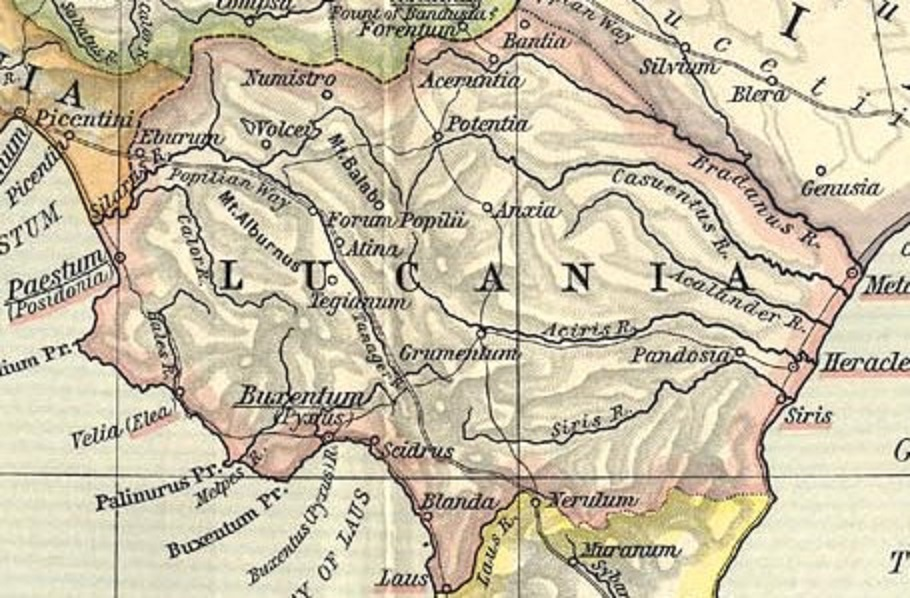
Carte de la Lucanie

La Lucanie (en latin : Lucania, en grec : Λευκανία, Leukania) était un ancien district d'Italie du Sud pendant l'Antiquité, elle correspond à la partie septentrionale de la Regio III d'Auguste : Lucania et Bruttium.
La Lucanie s'étendait de la mer Tyrrhénienne au golfe de Tarente. Selon Strabon, elle débute à l'ouest avec l'embouchure du fleuve Silaris, le Sele actuel, et s'achève au niveau du fleuve Lao, et de la cité éponyme Laos. Au nord, elle jouxtait la Campania, le Samnium et les Pouilles (dans sa partie daunienne), et au sud, elle était séparée du Bruttium à l'époque républicaine, auquel elle est jointe lors de la création des régions augustéennes de l'Italie. Le territoire recouvrait ainsi presque toute la région actuelle de la Basilicate, avec la plus grande partie de la province de Salerne (Cilento) et de Cosenza actuelles. Les limites précises étaient déterminées sur la côte nord-ouest par la rivière Sélé, qui la séparait de la Campanie et sur le nord-est par le Bradano, qui se jette dans le golfe de Tarente ; à l'ouest et l'est les deux petits cours d'eau Lao (it) et Crati, coulant de la crête des Apennins jusqu'à la mer ont marqué la limite avec le Bruttium.
La Lucanie tire son nom du peuple des Lucaniens, qui fait son apparition dans la littérature antique à la fin du IVe siècle av. J.-C., s'illustrant notamment par la conquête de Paestum, la prise de Laos, et plusieurs batailles menées contre des colonies de Grande Grèce (Thourioi en 389 av. J.-C., Tarente). Les Lucaniens sont un peuple qui, toujours selon les sources anciennes, serait issu de la souche samnite, qui lors d'une « migration sacrée », aurait fondé ce nouvel ethnos. Les Lucaniens auraient ainsi pris la place et/ou assimilé les populations précédentes de la région : Chônes, Morgèles, Œnôtres, Opiques, Peucétiens, Serdées…, et fondé une nouvelle confédération de peuples, parlant l'osque.

## Géographie

### Des descriptions anciennes
Les descriptions anciennes de la Lucanie nous sont parvenues par Strabon notamment au livre VI de sa géographie :
« Passée l'embouchure du Silaris, nous entrons en Lucanie : là se succèdent [le long de la côte] le temple de Héra Argienne fondé, dit-on, par Jason, et un peu plus loin, à une cinquantaine de stades, la ville de Poséïdonia. »
— Strabon, VI.1.1
« À la suite de Pyxoûs nous rencontrons le golfe de Laos, avec un fleuve et une ville de même nom. Cette ville, la dernière de la Lucanie, est une colonie de Sybaris, elle est bâtie un peu au-dessus de la côte. »
— Strabon, VI.1.34 – 35
Premièrement cette définition que donne Strabon a ses limites : les frontières internes de cette Lucanie, qu’il décrit essentiellement par le versant Tyrrhénien, sont mal identifiées par le texte. La description souffre d’une vision « maritime » du territoire, lui qui longeait les côtes du Nord au Sud pour décrire la Lucanie. Il est raisonnable de penser que Strabon avait une méconnaissance partielle de l’arrière-pays Lucanien — surtout aux époques archaïques — en définitive relativement éloigné des χωραι (chorai) des colonies grecques et des grands ports.
On retrouve cette idée dans ce passage de Strabon :
« Pour ce qui est de la côte opposée, les Lucaniens n'y atteignirent point tout d'abord ; les Grecs, maîtres du golfe de Tarente, s'y étaient établis ; et avant l'arrivée des colonies grecques, c'est-à-dire à une époque où la nation lucanienne n'existait même pas encore, c'étaient les Chônes et les Œnôtres qui y dominaient. Les Samnites, qui ne cessaient d'étendre leur puissance, chassèrent les Chônes et les Œnôtriens, et envoyèrent dans le pays la première colonie lucanienne ; or, celle-ci trouva les Grecs en possession du littoral des deux mers jusqu'au détroit de Sicile, et il s'ensuivit une longue guerre entre les Grecs et les Barbares. »
— Strabon, VI.2.1
La dénomination géographique de Lucanie est aussi documentée par le Pseudo-Scylax, qui la décrit comme une région élevée, aux côtes plutôt hautes et escarpées (ἀκτή / aktê). Comme Strabon, il évoque Poséïdonia comme le commencement de la Lucanie au nord-ouest, puis il suit la côte jusqu’à Rhêgion, après sa description de la Sicile, résume sa description de la Lucanie avec la description de Locres et de Thourioï. Après Thourioï se situeraient les Iapyges, à partir d’Héraclée. La région que décrit le Pseudo-Scylax est cette fois plus centrée sur la Calabre actuelle et le versant Tyrrhénien, que sur l’association Campanie-Basilicate-Nord Calabre que l’on peut lire chez Strabon. De même, Antiochos de Syracuse décrit la Lucanie comme étant plutôt localisée vers le talon de la botte, l'Apulie. Il faut voir dans ces différences de délimitations des différences de projets politiques et de contexte d'écriture : Antiochos de Syracuse suit par exemple assez clairement les ambitions péninsulaires des souverains siciliens de l'époque classique.

### Topographie et occupation
La quasi-totalité du territoire est occupé par les Apennins. La crête des montagnes depuis la mer à l'Ouest se poursuit jusqu'au Samnium, à quelques milles du golfe de Policastro où la mer la sépare par un passage étroit du Bruttium. Juste à la frontière de la Lucanie se trouve le mont Pollino (2 233 m), le plus haut sommet des Apennins du Sud. La montagne descend par une pente douce jusqu'à la plaine côtière du golfe de Tarente.
Les fleuves qui coulent vers la mer Tyrrhénienne (Sele, Lao, Noce) sont de moindre importance par rapport à ceux qui descendent vers le golfe de Tarente. Les plus importants sont le Bradano, le Basento, l'Agri et le Sinni. Le Crati, qui forme à son embouchure la limite méridionale de la province, appartient presque entièrement au territoire du Bruttium et reçoit des montagnes de Lucanie un affluent, le Coscile. Le fleuve le plus important du versant occidental et qui délimite la partie nord est le Sélé. Il a deux affluents importants, le Calore Lucano (ou Calore Salernitano) et le Tanagro (it) (ou Negro).
Cette région historique possédait des forêts très denses qui ont été exploités aussi bien par les Romains que par les autres peuples ayant habité ces terres.
La plus grande partie de ce qu’on désigne comme la Lucanie est donc montagneuse. S’il existe des chemins connus et attestés depuis la préhistoire pour franchir les reliefs, c’est une région relativement difficile à parcourir rapidement, même de nos jours. La nature montagneuse et sub-montagneuse du terrain nous incite à avoir une certaine vision déterministe de l’environnement sur les schémas d’implantation de l’habitat et il faut constater que les installations de hauteur, sur des sommets de collines ou des plateaux faciles à défendre, situées entre 500  et   1 100 mètres d’altitude, prédominent dans l’arrière-pays des cités de Grande Grèce. C’est un territoire marqué aussi par les fleuves, de nos jours encore le Basento sert de tracé pour aller de Potenza à Métaponte.
On peut aussi citer l’Agri, le Sinni, le Sele, l’Ofanto, le Tanagro, le Cilento, le Lao. Cette succession de vallées, de plateaux et de montagnes, offre un paysage cloisonné, morcelé entre différents espaces facilement contrôlables depuis ces sites naturellement défendus par la hauteur. La région offre cependant des faciès géologiques différents ; on a évoqué l’importance des vallées fluviales, qui quand elles forment des plaines encaissées, comme pour le Vallo Di Diano, sont propices à des installations humaines.
De même, il est important d’évoquer les cours inférieurs des fleuves, dans les plaines littorales et les littoraux même, qui furent le lieu de prédilection des installations coloniales grecques tout autant que de certains grands sites indigènes dès l’âge du fer. Ces plaines, fertiles et propices aux exploitations agricoles sur de plus grandes surfaces que dans les régions plus accidentées, ont probablement permis aux populations des franges méridionale de la culture villanovienne de sécuriser la production et la subsistance et de développer une logique de production métallurgique caractéristique des modes d’expression des élites antiques.
En termes de ressources, la région semble être dotée d’une capacité métallurgique conséquente, mais il faut reconnaître l’absence chronique d’études d’archéologie minière dans la région, permettant de dresser une cartographie des centres d’extraction. Ces ateliers de métallurgie sont par ailleurs eux aussi mal connus. L’espace de l’Italie méridionale et de la Lucanie a longtemps servi aux archéologues pour dresser des liens de causalité culturelles entre micro-régions et culture matérielle : de fait on cherchait dans la structuration du paysage des frontières internes, des ruptures culturelles, des sous-ensembles, que l’on justifiait par la diffusion des formes céramiques. Ces ensembles géographiques conservent une pertinence certaine, en ce qu’ils constituaient en effet souvent des axes de circulation, de pénétration de la culture matérielle campano-étrusque, mais aussi grecque, à partir des littoraux.
L’ensemble de la Lucanie est finalement un espace cloisonné, marqué par les grandes vallées fluviales qui relient le sud de la Campanie, la Calabre et le golfe ionien, par les cours du Selè, de l’Ofanto, du Bradano, du Basento, du Sinni, de l’Agri, du Laos, du Noce. Ces vallées ont constitué dès le néolithique et au cours des périodes protohistoriques les voies de communication privilégiées pour la circulation des biens et des hommes. Il faut aussi compter avec les voies terrestres qui connectent ces vallées entre elles, notamment les chemins de transhumance, parcourant les cols et les défilés. Certains ensembles de la région sont remarquables par plusieurs aspects : le Vallo di Diano par exemple est un ancien bassin lacustre et fluvial aux dimensions considérables. Situé dans les hauteurs de l’Appenin méridional, ce bassin s’est peu à peu transformé en vallée fluviale, longitudinale. Le lac initial, formé au pléistocène, fut le produit d’une transgression marine importante. Le val, à l’époque historique, aurait encore été partiellement humide et aurait été une zone paludéenne.
Ces données géomorphologiques expliquent particulièrement le visage actuel du val : parfaitement plat en termes de reliefs et structuré en profondeur par des alternances de bancs sédimentaires types des contextes lacustres : argiles, travertins, sables, tourbes. Sa surface totale est de 137 km2. Le Vallo Di Diano est parcouru par le Tanagro, affluent du Sele (Silaris), qu’il joint quelques kilomètres après sa sortie du val. Le val est bordé par deux grands massifs calcaires : les Monti Della Maddalena et les monts du Cilento. Les différences chronologiques et stratigraphiques de ces deux massifs ont structuré le paysage : d’une part la structure des monts du Cilento est favorable aux formations karstiques, ce qui explique que les grottes soient exclusivement situées dans ses versants, et d'autre part les sources d’eau y sont relativement inexistantes.
Ces données expliquent assez largement – sans déterminisme absolu – pourquoi les groupements humains ont globalement préféré les versants orientaux du val. Le Vallo di Diano comprend entre autres les sites de Teggiano et de Sala Consilina, intimement liés aux sites campaniens de Cumes et de Paestum. Le Vallo di Diano a été et est encore un des axes de communication majeurs dans l’antiquité, conduisant de la Campanie au sud de la Lucanie, il permet par les affluents de connecter la plaine du Silaris avec les vallées du Basento, du Bradano, de l’Agri et du Sinni.
La Lucanie est bordée par plusieurs plaines littorales, au débouché de fleuves et bordées par des reliefs montagneux internes. Par exemple, la plaine de Métaponte et Siris, mais aussi l’enclave de Velia, de Sybaris. Ces plaines furent les lieux d’installation privilégiée de sites indigènes dès l’âge du Fer et surtout, elles constituèrent, du fait de leur accès à la mer et aux fleuves qui sillonnent ces plaines, un point d’accès privilégié pour les échanges vers l’intérieur des terres comme vers la mer. Les vallées fluviales présentent toutes des avantages naturels : accès à l’eau, défense naturelle par la hauteur, paturages, territoire agricole dans les fonds de vallées.
La plupart des sites archéologiques de la région sont de fait souvent situés sur des promontoires ou des collines surplombant les vallées ou les affluents des fleuves. La région de Melfi et de Lavello se situe dans l’anse de l’Ofanto et forme un bassin particulièrement fertile, sur les marges orientales de l’Appenin lucanien, à la limite des Murges et des plaines apuliennes. Il s’agit essentiellement d’un environnement sub-montagneux, desservi par des cours d’eau nombreux.

## Histoire

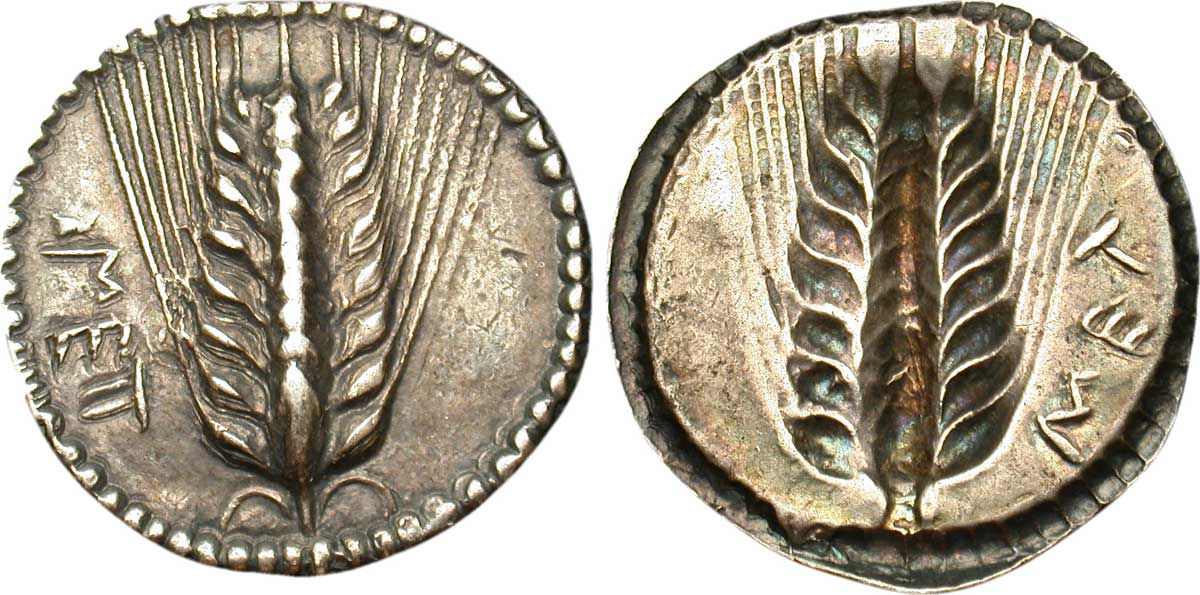
Nomos du royaume de Lucanie frappé à Métaponte vers 530-510 av. J.-C.

### Les origines de la Lucanie: un nouveau peuple italique
Il y a plusieurs hypothèses sur l'origine du nom « Lucanie », habité par les Lucaniens (lucanii en latin), une population osco-samnite d'Italie centrale. Le nom « Lucanie » pourrait dériver du grec λευκός (leukos) signifie « blanc », apparenté au latin lux (« lumière »).[réf. nécessaire]
Selon d'autres hypothèses, « Lucanie » pourrait dériver du mot Latin lucus signifiant « bois sacré » (apparenté à lucere), ou du grec λύκος / lykos signifiant « loup ».[réf. nécessaire]
Le nom gréco-romain Λουκᾶς (Lucas) désignait une personne originaire de la Lucanie ; parmi ses porteurs figure Luc l'évangéliste.[réf. nécessaire]

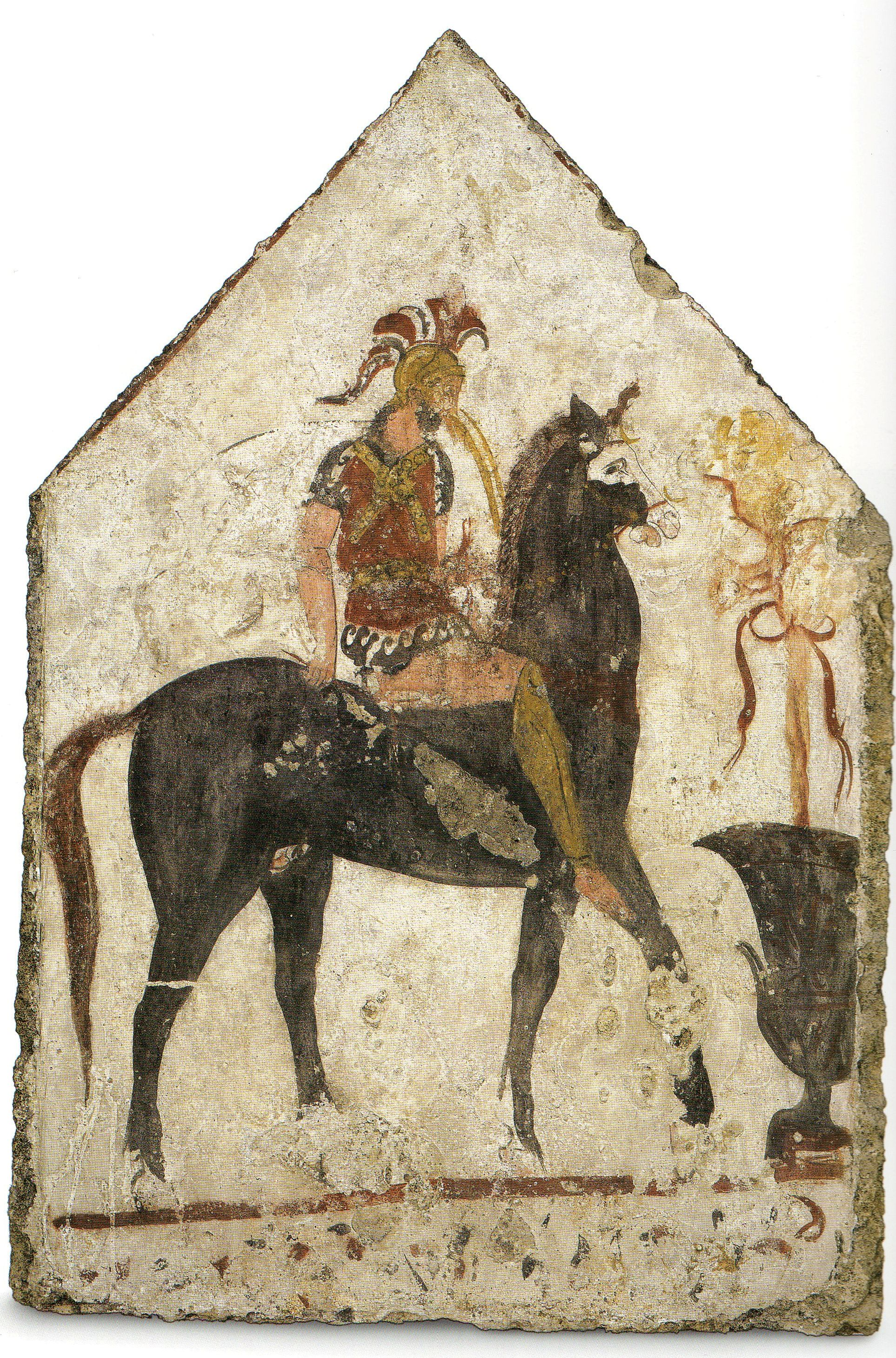
Cavalier lucanien sur une fresque d'une tombe de Paestum.

Le territoire de la Lucanie n'est pas vide de peuplement au Ve siècle av. J.-C., période au cours de laquelle les Lucaniens émergent comme une entité ethnique et politique distincte dans les sources. L'originalité de cette population est que son nom semble non plus provenir d'une désignation hétéronyme (donnée par les Grecs ou les Romains) mais autonyme (donnée par les membres même de cette communauté). Le débat est depuis longtemps installé quant au mode d'arrivée des Lucaniens : migration des Samnites, ethnogenèse spontanée, confédération, autant de modèles auxquels les archéologues contribuent par les découvertes récentes.
S'il est une certitude, c'est qu'en Lucanie, le Ve siècle av. J.-C. est marqué par une forte mutation territoriale : de nombreux sites sont abandonnés, des nécropoles sont désaffectées (cependant parfois au profit d’autres voisines), des fortifications émergent et parsèment le territoire selon différents échelons (villes fortifiées, fortification de refuge, phrourion et fortifications de confins), impliquant une nouvelle organisation politique du territoire. On peut raisonnablement penser que les élites désignées auparavant comme Œnôtres, Opiques, Chônes, Peucétiennes, perdurent et parachèvent un processus d'hellénisation initié dans la région dès le VIIIe siècle av. J.-C. lors des fondations coloniales de Grande Grèce. Un des marqueurs d'évolution des pratiques matérielles est la disparition de la céramique géométrique indigène, remplacée à partir des années 440 par les premiers exemplaires de productions italiotes à figures rouges. Les rituels funéraires évoluent aussi : les inhumations en position recroquevillée (décubitus latéral fléchi) sont peu à peu remplacées par des inhumations allongées (décubitus dorsal). La typologie même des structures funéraires évolue : à des tombes en pleine terre s'ajoutent des tombes en ciste, des sarcophages, des tombes à chambre (à parois peintes notamment à Paestum), et des tombes dites "alla capuccina", dont le couvrement se fait par des grandes tegulae assemblées pour former un toit au-dessus du corps.
Le district de Lucanie (Distretto di Lucania) fut donc nommé d'après le peuple des Lucanii qui émerge vers le milieu du Ve siècle av. J.-C. ; avant cette période la région était connue sous le nom d'« Œnotria » - terme dont nous ne disposons pas de limites géographiques précises - donné par les Grecs à la partie méridionale de l'Italie (notamment chez Hécatée de Milet, Antiochos de Syracuse et Hérodote). Il est cependant difficile, du fait de la stratification des sources historiques, se savoir si cette conquête par la migration est bien historique ou si elle n'est finalement qu'un topos, un lieu-commun de la littérature grecque et romaine quant à l'origine des peuples italiques.
L'intérieur montagneux était originellement occupé par les tribus connues sous le nom d'Œnotres, de Chones, de Peuketiantes, la côte tyrrhénienne quant à elle semble avoir été le lieu d'établissement des Serdaioi, près de Laos (fondée vers 510 av. J.-C.) tandis que les côtes du golfe ionien étaient occupées par les puissantes colonies grecques qui exerçaient probablement un protectorat sur l'intérieur (c'est notamment le cas dudit empire de Sybaris), ayant repoussé lors de leur installation les Opiques et les Sicules.
Les Lucaniens étaient selon les sources anciennes une branche méridionale des Samnites qui parlaient la langue osque. Quelques inscriptions en osque survivent, principalement en caractères grecs, datant du IVe et du IIIe siècle av. J.-C. et quelques pièces de monnaie du IIIe siècle av. J.-C.,,, notamment à Serra di Vaglio, ou a Oppido Lucano.
La philosophe grecque Aïsara, qui a vécu au IVe ou au IIIe siècle av. J.-C., était originaire de Lucanie.

### Institutions et organisation territoriale avant la conquête romaine
Le système politique des Lucaniens est mal connu. Les sources antiques s'accordent à dire qu'ils avaient adopté une constitution démocratique, sauf en temps de guerre, lorsqu'ils choisissent un roi parmi les magistrats ordinaires, ce qui s'apparenterait à la pratique de la dictature romaine à l'époque royale et au début de la république. Les magistratures connues par les inscriptions en osque sont le kwaestor (équivalent au questeur romain), l'archeis (l'archonte), le meddix (institution osque, probablement le stratège, en tout cas assez sûrement un chef militaire). Les cités connues pour l'époque "lucanienne" sont rares, mais on peut mentionner Grumentum, Bantia, Numistros, Acheruntia, Potentia, Volcei, et Forentum (dont la localisation est débattue). Hécatée de Milet évoque au VIe siècle av. J.-C. une douzaine de cités oenôtres, dominées par Sybaris.
On connait très mal la division du territoire : s'agit-il de cantons, de cités, d'une confédération de peuples, le débat reste ouvert, y compris quant à l'origine même des Lucaniens : au modèle migratoire présent dans les sources antiques, certains auteurs contemporains opposent le modèle ethnogénétique : les Lucaniens ne seraient en aucun cas différents des Oenôtres et des Peucétiens qui les précédaient, mais seraient une refondation collective, par agrégation, d'un peuple à partir de plusieurs autres, dans un contexte qui combine à la fois le relâchement de la domination de Sybaris (détruite en 510 av. J.-C.), et l'intensification des contacts violents entre Grecs des côtes et italiques de l'hinterland.
Les Lucaniens ont toutefois assurément conquis l'ensemble du pays, des bordures du Samnium et de la Campanie à l'extrémité sud de l'Italie, y compris certaines villes grecques de la côte : Paestum vers 430 av. J.-C., Laos au moins à partir de 390 av. J.-C., et auraient par ailleurs menacé Vélia. En 389 av. J.-C. ils s'intègrent déjà aux mouvement politico-militaires de la région : Denys l'Ancien de Syracuse rassemble cette année-là ses forces à Messina pour envahir l’Italie du Sud (20 000 fantassins, 3 000 cavaliers, 40 vaisseaux de guerre et 300 bateaux de transport). Il s’allie aux Lucaniens contre la Ligue italiote réunissant les cités de Grande-Grèce. Les Lucaniens envahissent le territoire de Thourioi, qui contre-attaque en assiégeant Laos, ancienne colonie de Sybaris aux mains des Lucaniens. L’armée de Thourioi, encerclée, prise au dépourvu par la cavalerie lucanienne qui maîtrise parfaitement le terrain et des techniques d'escarmouche, est repoussée vers la mer et ne doit sa survie qu'à l’intervention de la flotte de Leptinès, frère de Denys, qui fait conclure une trêve entre les belligérants. Leptinès est d'ailleurs limogé de ses fonctions : son intervention empêche de fait les Lucaniens de massacrer les troupes grecques et donc d'affaiblir les positions de Thourioi face aux ambitions du Syracusain.
Certaines tombes de Métaponte, de Siris-Policoro, suggèrent aussi une forte présence de populations italiques dans ces cités, bien qu'elle ait parfaitement pu être pacifique. Par la suite, en 357 av. J.-C., une partie des Lucaniens se serait révoltée et aurait décidé à son tour de migrer vers le sud, formant la nouvelle ethnie des Bruttiens, par le biais d'une ethnogenèse là-aussi débattue par les chercheurs actuels.
La documentation actuelle suggère ainsi plusieurs éléments :
- les cités conquises par les Lucaniens montrent des signes clairs de mixité politique et culturelle : certaines inscriptions de Paestum sont en osque, tandis que les tombes peintes des Lucaniens de la cité ont livré un armement italo-grec particulièrement précieux pour la connaissance des pratiques militaires de l'Italie préromaine.
- les sites de l'intérieur qui se dotent de fortifications, le font souvent sur un mode parfaitement grec, avec des remparts à emplekton en grand appareil, des portes à cour comme celles de Serra di Vaglio, Moio della Civitella, Civita di Tricarico, dont le modèle est attesté par ailleurs à Velia, Sepinum, Paestum (rempart postérieur à la déduction de la colonie latine en 272 av. J.-C.)
- il y a un renouveau des circuits économiques, qui se voit assez bien dans la circulation de la céramique italiote à figures rouges, dont l'un des styles est appelé « lucanien », et il semble qu'une partie des artisans soit d'origine italique.

### Le temps descondottieriet de la conquête romaine
Le dernier tiers du IVe siècle av. J.-C. est marqué par l'irruption en Grande Grèce de grand chefs de guerre, entourés de troupes de mercenaires, et traversant le sud de la péninsule italienne en quête de territoires nouveaux, ou appelés au secours par des cités de Grande Grèce.
En 336 av. J.-C., les Lucaniens sont ainsi les alliés de la colonie grecque de Tarente lors de son conflit avec le roi Alexandre Ier d'Épire, dit le Molosse, pour le contrôle de la Grande Grèce. Cependant une partie d'entre eux rejoignent les troupes du chef de guerre, et intègrent ses troupes rapprochées. C'est d'ailleurs un Lucanien qui assassine le roi à Pandosia, lors de la traversée d'une rivière appelée Achéron. Cette mort avait par ailleurs été, selon les récits antiques, annoncée par la Pythie que le souverain était allé consulter avant sa campagne. Tite-Live précise qu'en 298 av. J.-C., ils font alliance avec Rome, étendant l'influence romaine jusqu'à Venusia en -291.
Mais peu après, en 281 av. J.-C., lorsque Pyrrhos d'Épire débarque en Italie, ils sont parmi les premiers à se déclarer en sa faveur, ce que Rome considère comme une trahison. Au terme de la guerre, ils se soumettent à Rome en 272 av. J.-C., laissant aux Romains la maîtrise de Paestum en 273 av. J.-C., et surtout la région de Tarente en 272 av. J.-C..
Pendant la deuxième guerre punique, en 216 av. J.-C. les Lucaniens se dressent à nouveau contre Rome en s'alliant à Hannibal. Au cours des diverses campagnes de cette guerre, la Lucanie est ravagée par les deux armées et ne se relèvera pas de ce désastre. Une partie de l'aristocratie lucanienne et bruttienne paye d'ailleurs cher cette alliance par des exécutions massives au cours du conflit.
Lors de la guerre sociale, les Lucaniens, pour la troisième fois, s'allient contre Rome aux Samnites (90 - 88 av. J.-C.) mais parviennent à sortir de ce conflit à des conditions plus favorables, puisqu'ils intègrent le giron de la citoyenneté romaine lors du recensement de l'Italie en 70 av. J.-C.
À l'époque de Strabon, les cités grecques sur la côte ont en partie périclité à cause du paludisme, provoquant la diminution de la population. L'insalubrité des espaces urbains, l'ensablement des ports bien documenté par la géomorphologie, et les conséquences économiques des conflits à répétition ont passablement affaibli les cités tyrrhéniennes. Les quelques villes de l'intérieur étaient sans grande importance, et seules celles liées au passage de la Via Appia restent des villes : les autres ne sont que des villages. Une grande partie de la province a été abandonnée au pâturage, et les montagnes étaient couvertes de forêts où abondaient les sangliers, les ours et les loups. Il y avait quinzaine de communautés indépendantes, mais de faible importance.
À des fins administratives sous l'Empire romain, la Lucanie était toujours unie au Bruttium, une pratique poursuivie par Théodoric le Grand.

## Villes

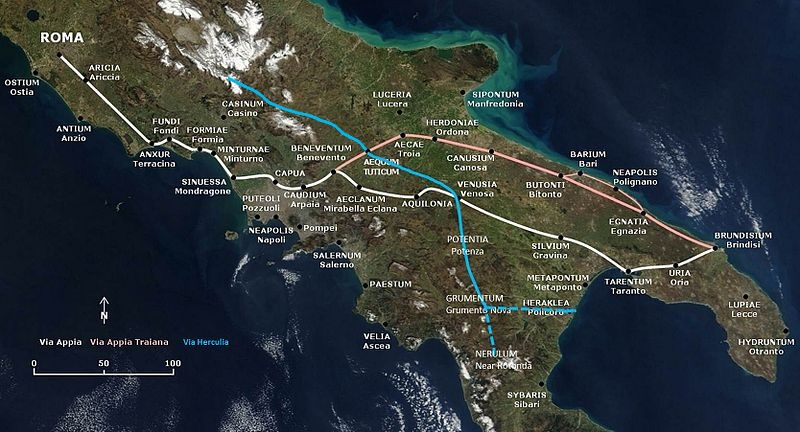
Via Herculea et via Appia au

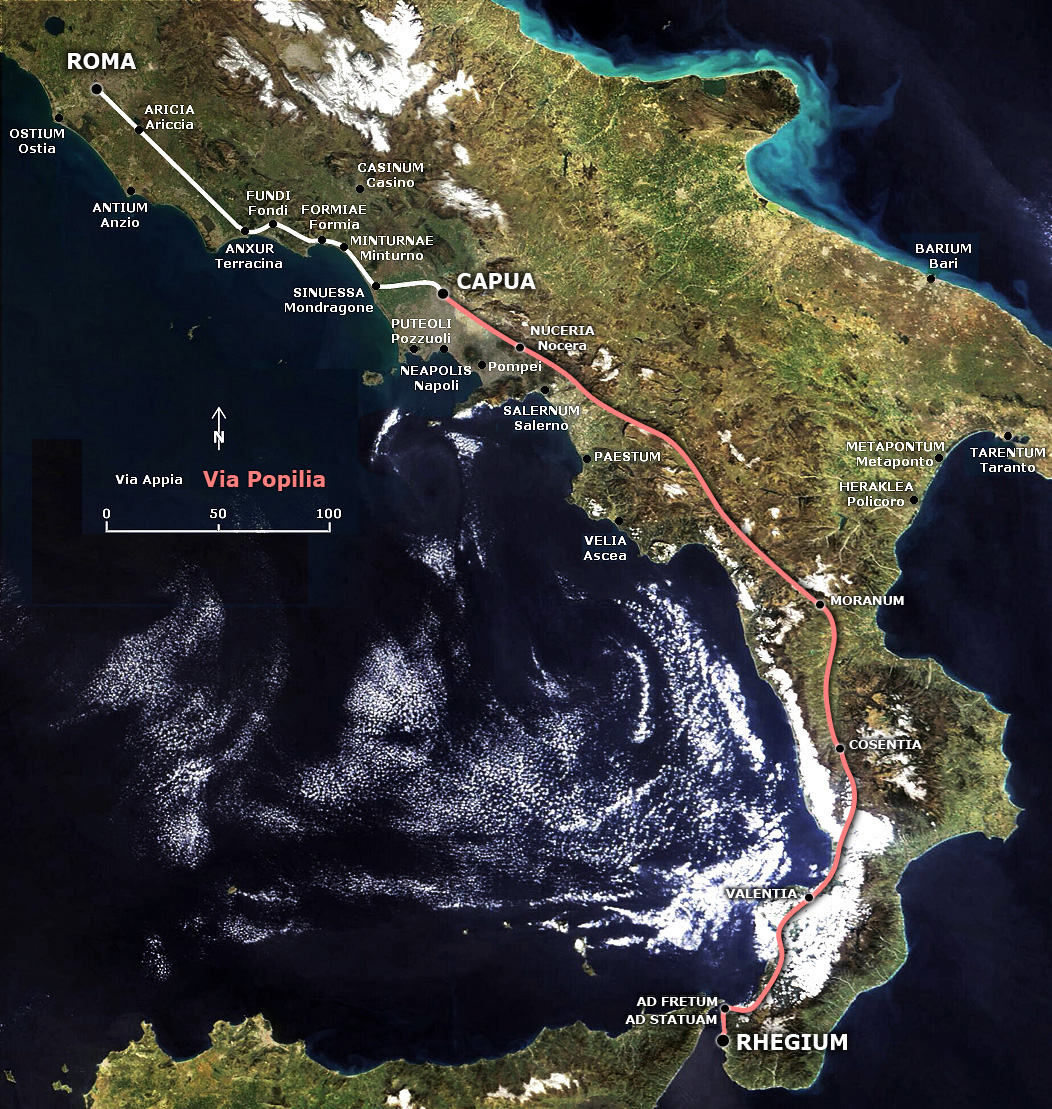
Via Popilia, de Capoue à Rhégium

Parmi les plus importantes villes de la Lucanie, sur la côte est se trouve Metaponte, à quelques milles au sud du Bradanus et Héraclée (fondée sur le site de Siris), à l'embouchure de l'Aciris. Près de sa frontière méridionale se trouvait Sybaris, qui a été détruite en 510 av. J.-C. et remplacée par Thourioi.
Sur la côte ouest se trouvait la ville de Poseidonia, conquise par les Lucaniens vers 430 av. J.-C., connue par la suite sous le nom Paestum (reprenant l'hypothétique nom osque de Phaiston) après qu'une colonie romaine y ait été déduite en 272 av. J.-C. ; en dessous se trouvaient Élée (Vélia à l'époque romaine), Pyxous (Policastro Bussentino), appelée par les Romains Buxentum, ainsi que Laüs, autrement appelée Laos, colonie grecque fondée par des survivants, à la suite de la destruction de Sybaris par Crotone, et conquise par les Lucaniens au début du IVe siècle probablement.
Potentia (Potenza) est la ville la plus importante de l'intérieur. Au nord, près de la frontière des Pouilles, se trouvait la localité de Bantia (Aceruntia étant plutôt en Apulie). Au sud de Potentia se trouvait Grumentum, puis Nerulum et Muranum ; on trouve aussi le site de Numistros, lieu d'une grande bataille.
Dans la vallée des hautes terres du Tanagro se trouvaient les villes de Atina (Atena Lucana), Forum Poppilia et Cosilinum (près de Sala Consilina) ; au nord du Sélé, Eburi (Eboli) et Volceii (Buccino).
Ces établissements de l'intérieur des terres, par la suite romanisés, attestent pour la plupart de la continuité topographique entre le maillage territorial proprement lucanien, établi au cours des Ve - IVe siècles av. J.-C., et les villes / agglomérations qui perdurent après la conquête comme des centres de gestion du territoire, certains devenant ainsi des municipes, vecteurs de la diffusion de la citoyenneté romaine.

## Voies de communication
Les principaux axes de communication naturels sont les vallées fluviales. Cependant il ne faut pas omettre les cols et autres chemins de transhumance qui sont couramment utilisés dès le néolithique, et ce même à l'époque romaine. Les légions romaines ont par ailleurs pu éprouver des grandes difficultés à fréquenter des chemins de berger.
Avec la conquête, les voies consulaires se développement :
- Pénétrant en Lucanie au nord-ouest, la via Popilia traversait le district du nord au sud[10].
- La via Herculia, provenant de la partie sud depuis la via Appia traversait Potentia et Grumentum, rejoignant la via Popilia près du bord sud-ouest du district. Une autre route (sans nom) parcourt la côté est[11].
- D'autres routes secondaires relient Potentia à la via Popilia, la partie nord-est à la via Appia et l'est la côte à Héraclée[11].

## La Lucanie dans l'Empire romain d'Orient
Après l'Empire romain d'Occident la Lucanie appartient successivement au royaume d'Odoacre puis aux Ostrogoths, avant d'être reconquise au VIe siècle par l'Empire romain d'Orient lors des campagnes de Flavius Belisarius, sous le règne de l'empereur Justinien. Le nom moderne Basilicate date du Xe siècle, alors que la région forme le thème de Lucanie avec la capitale à Tursi, qui était d'ailleurs un site fortement occupé au premier âge du fer, mais qui s'était intégré à la colonie de Métaponte dans l'antiquité.
Dans l'Italie byzantine, la Lucanie / Basilicate, exposée aux razzias les Lombards par la terre, des Arabes et des Normands par la mer, poursuit son développement démographique dans les régions montagneuses tandis que les littoraux sont désertés. De nombreux villages sont construits dans les hauteurs, non seulement pour de servir de refuge face à la piraterie, mais aussi pour éviter les problèmes de paludisme des marécages côtiers. Ces villages s'installent par ailleurs souvent sur des vestiges antiques, tantôt romains, tantôt même préromains. Il y a donc une réelle continuité des logiques d'occupation.
Par la suite, à partir du XIIIe siècle, la Lucanie suit le sort de l'Italie du sud, étant incluse dans les royaumes successifs de Sicile et de Naples.
Pendant le carbonarisme de 1820-1821, la région a été rebaptisée et divisée en Lucanie orientale (capitale Matera) et occidentale (capitale Potenza) (Lucania Orientale et Lucania Occidentale). Le 2 septembre 1860, Giuseppe Garibaldi entre en Lucanie et y forme la « Brigade Lucaine » qui le suit à Naples.
Pendant la seconde moitié du XIXe siècle la demande de rétablissement du nom est engagée et en 1932 le régime fasciste rétablit le nom de Lucanie en souvenir de l'Empire romain. Peu après la Seconde Guerre mondiale, en 1947, le nom de Basilicate est définitivement adopté. Néanmoins, Lucanie est encore utilisé en langue vernaculaire comme un synonyme de Basilicate, et les habitants de la région se désignent souvent comme lucaniens, comme la toponymie le rappelle parfois (Atena Lucana, Muro Lucano, Oppido Lucano, etc.)

## L'archéologie en Lucanie

### L'origine de la recherche dans la région
S'il existe bel et bien une documentation littéraire antique au sujet de la Lucanie, la plupart des connaissances sur cette région historique proviennent des fouilles archéologiques. De grands sites sont ainsi emblématiquement connus depuis le XVIIIe siècle, comme Paestum, qui fut l'objet de nombreux voyages d'antiquaires et d'architectes concourant pour le prix de Rome. Parmi les voyageurs qui traversèrent la région, on peut citer le Duc de Luynes par exemple. De cette époque moderne, les musées européens conservent une grande quantité de vases à figures rouges italiotes, apuliens, paestans et autres, qui furent récupérés par des voyageurs, achetés à des fouilleurs occasionnels, mais aussi beaucoup d'armement en bronze : casques apulo-corinthiens, casques italo-chalcidiens, phrygiens, cuirasses anatomiques, et de petite plastique. Les sites qui livrent alors au marché des antiquités le plus d'objets sont Paestum et Métaponte et ses Tables Palatines.
Il fallut cependant attendre la première moitié du XXe siècle pour voir se dérouler les premières fouilles scientifiques à Paestum (par Paola Zancani Montuoro, et Umberto Zanotti-Bianco). Après la Seconde Guerre mondiale fut fondée la surintendance archéologique de Basilicate. Le premier surintendant, Dinu Adameșteanu, développa un immense projet de collaboration internationale : son but était de faire venir du monde entier des archéologues, universitaires, pour développer des partenariats et fouiller en Basilicate, afin d'exhumer le patrimoine archéologique d'une région en outre économiquement en retard, et démographiquement en déclin depuis le XIXe siècle. L'appel fut un succès, et une cinquantaine d'universités et d'instituts étrangers fouillèrent dans la région. Bien que les publications n'aient pas toujours été au rendez-vous pour documenter ces fouilles, la Basilicate, et donc la Lucanie, livrèrent à la connaissance générale de nombreux sites d'habitat, des fortifications, de vastes nécropoles, ainsi que des sanctuaires.
La Lucanie est toujours actuellement l'objet de nombreuses fouilles et projets de recherches menés par des universités du monde entier. L'université Paris 1 Panthéon Sorbonne fut par ailleurs l'organisatrice en novembre 2015 d'un colloque international réunissant tous les spécialistes de la région, accompagné de la publication d'une base de données publique recensant tous les sites archéologiques documentés de la région, de même que les objets originaires de Lucanie conservés dans les musées parisiens, ainsi qu'une liste des voyageurs et antiquaires ayant parcouru la région depuis la Renaissance.

### Les sites fouillés
La Lucanie fait encore l'objet de fouilles archéologiques. Grâce aux travaux des archéologues, de nombreux sites ont cependant été documentés, parmi lesquels :
- Accettura (Croccia Cognato)
- Albano
- Alianello
- Aliano
- Amendolara
- Anzi
- Armento
- Atella
- Atena Lucana
- Banzi
- Baragiano
- Buccino
- Castellucio
- Cersosimo
- Chiaromonte
- Cozzo Presepe
- Craco
- Eboli
- Ferrandina
- Fontana Dei Marroni
- Garaguso
- Grumentum
- Guardia Perticara
- Héraclée / Siris
- Incoronata
- Laos
- Lavello
- Leonessa
- Melfi-Pisciolo
- Métaponte
- Miglionico
- Moio della Civitella
- Montegiordano
- Montescaglioso
- Noepoli
- Cairano
- Oliveto Citra
- Oppido Lucano
- Padula
- Pomarico
- Poséïdonia – Paestum
- Pisticci
- Pontecagnano
- Rivello
- Roccagloriosa
- Roscigno
- Rossano di Vaglio
- Ruoti
- Ruvo Del Monte
- Sala Consilina
- San Chirico Nuovo
- Santa Maria d'Anglona
- Satrianum
- Serra/Braida di Vaglio
- Serra di Vaglio
- Timmari
- Tolve
- Tricarico (Cività di Tricarico, Serra del Cedro)

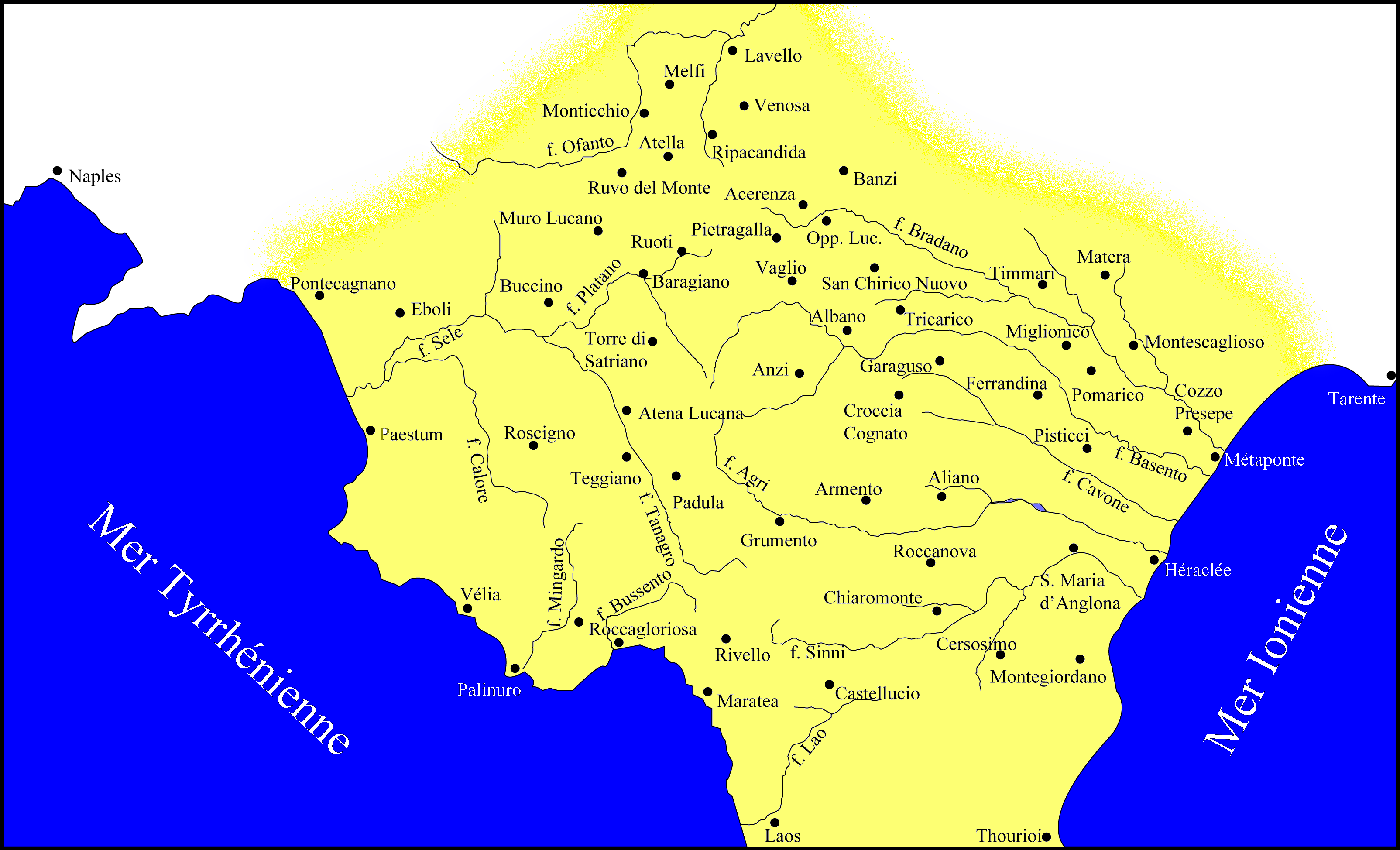
Carte des principaux sites archéologiques (centres indigènes et cités grecques) de la Lucanie

- Tursi
- Vélia

### Galerie

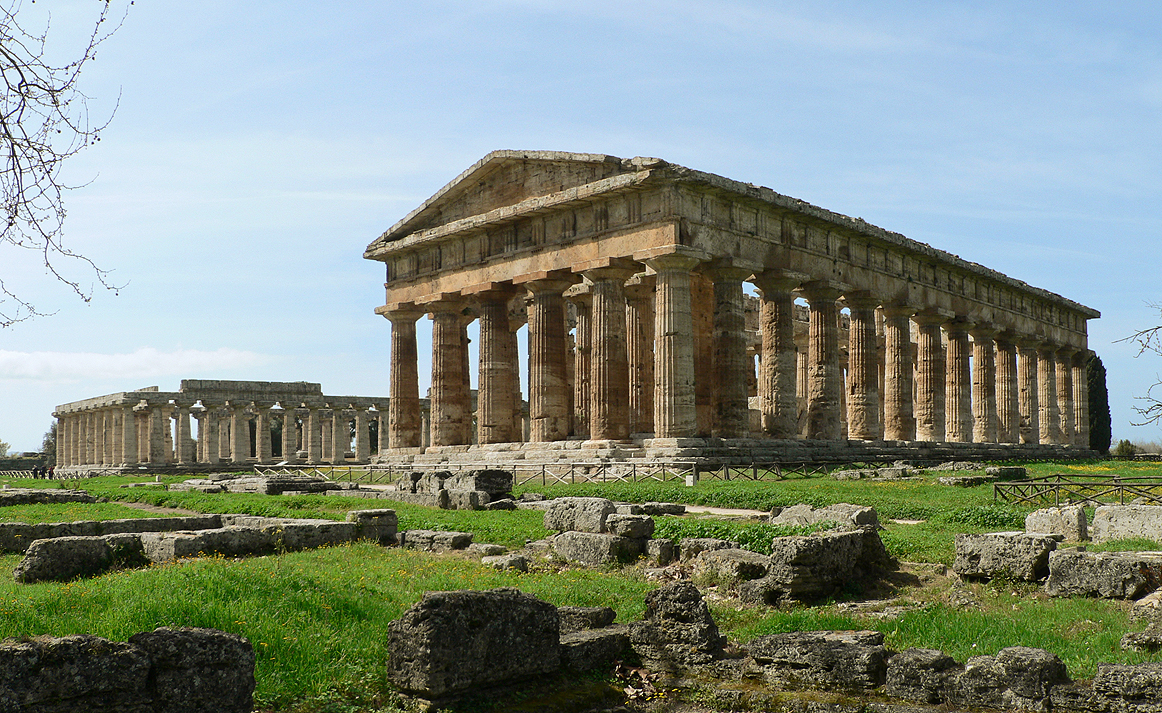
Vue des ruines de Paestum
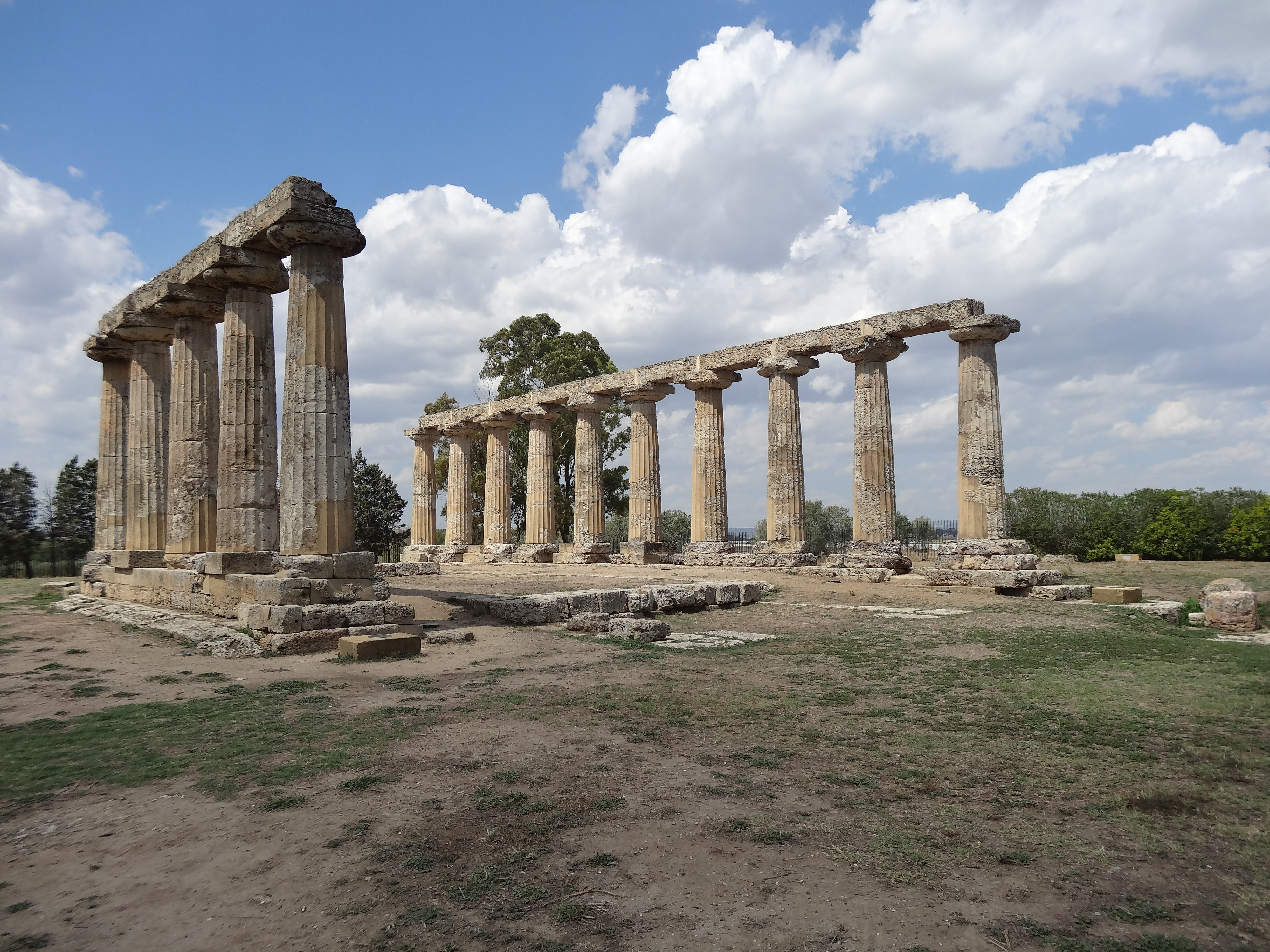
Vestiges de Metaponto
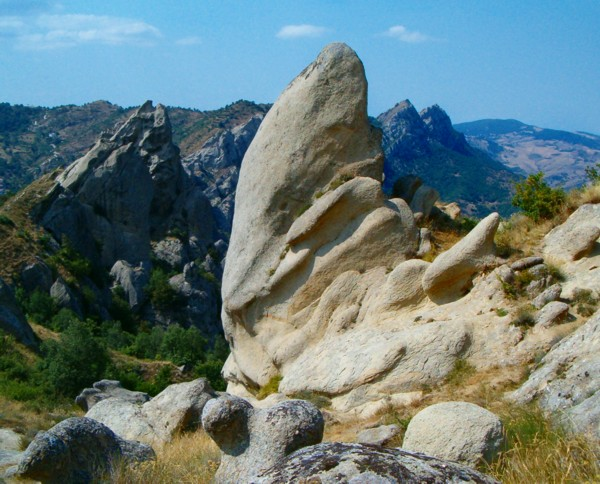
Dolomiti Lucane
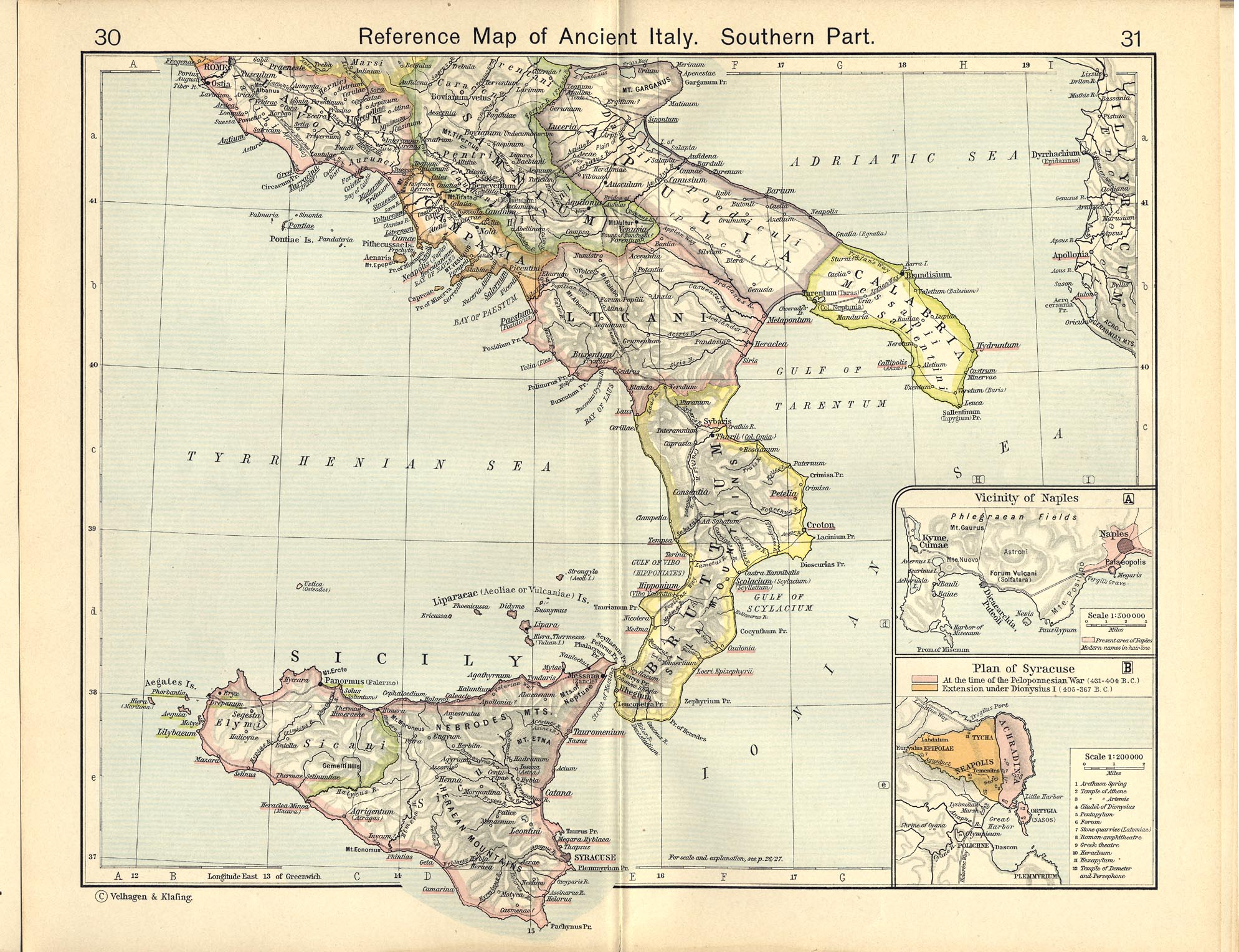
Les régions d'Auguste de l'Italie méridionale